# Thomas Kläber
Thomas Kläber (* 26. August 1955 in Beyern) ist ein deutscher Fotograf, der durch seine sozialdokumentarische Fotografie in der DDR und nach der Wiedervereinigung Deutschlands bekannt wurde.

## Leben
Seine ersten Erfahrungen im Umgang mit Fotografie machte Kläber mit 12 Jahren im elterlichen Dorf Beyern im südbrandenburgischen Landkreis Elbe-Elster. Die Arbeits- und Alltagswelt des Dorfes und das vertraute Milieu des elterlichen Bauernhofes sind Themen, die er aus eigener Anschauung kennt und deren Besonderheiten er seitdem immer wieder nachspürt. Von 1976 bis 1981 studierte Kläber Fotografie an der Hochschule für Grafik und Buchkunst Leipzig (HGB) mit einem Abschluss als Diplom-Fotografiker. Seine Diplomarbeit mit dem Schwerpunkt Sozialdokumentarische Fotografiehatte den Titel „Landleben, Bilder aus meinem Dorf“. Anschließend hatte Kläber bis 1983 eine Aspirantur an der HGB bei Helfried Strauß. Seitdem arbeitet er als freiberuflicher Fotograf, erst in Herzberg und seit 1984 in und bei Cottbus. Kläber war in der DDR u. a. 1982/1983 und 1987/1988 auf der IX. und X. Kunstausstellung der DDR in Dresden vertreten.
Kläber lebt in Kolkwitz, ist verheiratet und hat zwei Söhne, die in Stuttgart und Bonn leben.

## Fotoserien
- Landleben
- Dorfdisko
- Zusammen
- Zeitsprünge
- Landschichten

## Auszeichnungen
- 3. Polaroid International Photography Awards “Honorable Mention” (The Europe / Africa Region) (2002)
- Förderpreis für Bildende Kunst des Landes Brandenburg, Cottbus (2001)
- Internationaler Fotowettbewerb anlässlich der Universiade, Kobe (Japan), Jury-Hauptpreis (1985)
- 1. FIAP-Foto-Forum, Helsinki (Finnland), Große Sonderplakette und FIAP-Silbermedaille (1980)

## Ausstellungen
Belgien, Deutschland, Finnland, Frankreich, Großbritannien, Japan, Monaco, Polen

## Werke
- Thomas Kläber, Carmen Schliebe: Am Ende der Zeit. anlässlich der Ausstellung Am Ende der Zeit - Fotografien von Thomas Kläber; Ausstellung 24.1. - 15.3.2015, dkw, Kunstmuseum Dieselkraftwerk Cottbus. Hrsg.: Ulrike Kremeier. dkw. Kunstmuseum Dieselkraftwerk Cottbus, Cottbus 2015, ISBN 978-3-942798-52-5.
- Thomas Kläber: Tanz : Beyern 1978 – 1980. Ex-pose-Verlag, 2014, ISBN 978-3-925935-71-8.
- Deutschland, Deutschland … : Fotografien aus zwei Ländern von Rudolf Holtappel und Thomas Kläber. Kerber photoart, Bielefeld / Leipzig / Berlin 2011, ISBN 978-3-86678-496-3.
- Herbert Schirmer, Matthias Körner, Thomas Kläber: Wetterleuchten – Monografie. Expose Verlag, Berlin 2007, ISBN 978-3-925935-54-1.
- Henry-Martin Klemt, Thomas Kläber: Wegzeichen. Begegnungen mit Frankfurt an der Oder. In: Der grüne Hering. Band 3. Frankfurt (Oder) 1989.